# Cmentarz wojenny we Fricourt
Cmentarz wojenny we Fricourt – cmentarz wojenny z czasów I wojny światowej położony w miejscowości Fricourt we Francji. Cmentarz stanowi miejsce pochówku ponad 17 000 żołnierzy niemieckich poległych w trakcie ofensywy roku 1914, a także bitwy nad Sommą oraz ofensywy roku 1918. Większość żołnierzy służyła w 2 armii niemieckiej.
Cmentarz został zbudowany w 1920 roku przez francuskie władze wojskowe w celu pochowania żołnierzy niemieckich poległych w 79 miejscowościach w regionie Albert, Combles, Bapaume oraz Villers-Bretonneux. Cmentarz zawiera łącznie ponad 5000 grobów, z czego większość stanowią groby grupowe składające się z czterech poległych.
Na cmentarzu pochowany był Manfred von Richthofen, niemiecki pilot, a także as myśliwski z czasów I wojny światowej zestrzelony 21 kwietnia 1918 roku. Ciało „Czerwonego Barona” zostało pochowane przez Brytyjczyków z pełnymi honorami wojskowymi. Później ciało Richthofena zostało przeniesione na Cmentarz Inwalidów w Berlinie, a ostatecznie zostało złożone na cmentarzu w rodzinnym mieście pilota, Wiesbaden.
Od 1929 roku cmentarz podlega administracji Niemieckiej Komisji Cmentarzy Wojennych (niem. Volksbund Deutsche Kriegsgräberfürsorge). Komisja dokonała renowacji cmentarza odnowiła groby, a także ufundowała główną bramę cmentarza wykonaną z żelaza. Na cmentarzu sadzono również drzewa oraz inną roślinność w celu poprawienia względów estetycznych cmentarza. W 1939 roku wraz z wybuchem II wojny światowej prace renowacyjne na cmentarzu zostały wstrzymane.
W 1966 podpisano francusko-niemieckie porozumienie dotyczące statusu cmentarzy wojennych. Dzięki temu cmentarz we Fricourt został oficjalnie zarejestrowany jako niemiecki cmentarz we Francji, dzięki czemu Niemiecka Komisja Cmentarzy Wojennych może oficjalnie nadzorować cmentarz bez problemów stawianych przez stronę francuską. W 1977 roku rozpoczęto wymianę krzyży cmentarnych, a także odnowiono informację na temat poległych.
Na cmentarzu łącznie pochowano ponad 17 000 żołnierzy, z czego około 12 000 żołnierzy zidentyfikowano. Spośród wszystkich grobów, 14 mogił stanowią groby żołnierzy pochodzenia żydowskiego poległych po stronie Niemiec.